# Zastava Gabona
Zastava Gabona uvojena je 5. kolovoza 1960.
Zelena boja predstavlja šume.
Zlatna simbolizira ekvator.
Plava simbolizira more.